# 在思緒重疊之前…
《在思緒重疊之前…》（日語：／羅馬拼音：／英文：Before Our Thoughts Overlap...），日本男歌手平井堅的第22張單曲。2004年10月6日發行。

## 概述
- 平井堅2004年第三張單曲，亦為第六張專輯『SENTIMENTALovers』先行單曲。
- 收錄從4月開始由本人親自演出的TOYOTA汽車廣告主題曲，當時以清唱形式發表。
- 於隔年2005年9月被選為日劇《積木崩塌的真相》的主題歌。
- 音樂錄影帶也找了一起拍攝廣告的小男孩共同演出。

## 收錄曲
1. 在思緒重疊之前…
  - 作詞．作曲：平井堅／編曲：龜田誠治
  - TOYOTA「COROLLA FIELDER」本人演出電視廣告曲
  - 富士電視劇「積木崩塌的真相」主題歌
2. 朋友（Soul Source Production Mix）
  - 作詞．作曲：平井堅／編曲：Kenichi Yanai
3. 在思緒重疊之前…(less vocal)

## 外部連結
Sony Music的作品介紹
- 通常盤（页面存档备份，存于）